# 克罗考
克罗考是德国石勒苏益格－荷尔斯泰因州的一个市镇。总面积4.45平方公里，总人口477人，其中男性234人，女性243人（2011年12月31日），人口密度107人/平方公里。